# جزيرة تالينغكي
جزيرة تالينغكي وهي جزيرة من جزر إندونيسيا، وتقع ضمن جزر كانغيان في إقليم جاوة الشرقية.